# Organizzazione internazionale per la normazione
L'Organizzazione internazionale per la normazione (in inglese International Organization for Standardization, abbreviazione ISO) è la più importante organizzazione a livello mondiale per la definizione di norme tecniche. Svolge funzioni consultive per l'UNESCO e per l'Organizzazione delle Nazioni Unite (ONU). Le lingue ufficiali dell'ISO sono l'inglese, il francese e il russo (art. 19.1 dello statuto).
Il termine "ISO" non è un acronimo (infatti in inglese l'ISO viene anche chiamata International Organization for Standardization, in francese Organisation internationale de normalisation e in russo Международная организация по стандартизации, traslitterato: Meždunarodnaja organizacija po standartizacii), bensì deriva dal greco ἴσος (pronuncia: ìsos), il cui significato sta per "uguale". La scelta di un termine di origine greca anziché di un acronimo era dettata dalla ricerca di un'abbreviazione che avesse carattere di universalità (l'acronimo è invece solitamente legato alla lingua rispetto alla quale viene usato).
L'ISO ha il suo quartier generale a Ginevra in Svizzera, e i suoi membri sono gli organismi nazionali di standardizzazione di 173 paesi del mondo. Coopera strettamente con la Commissione elettrotecnica internazionale (IEC), responsabile per la standardizzazione dei dispositivi elettrici ed elettronici, e con l'Unione internazionale delle telecomunicazioni (ITU) per quanto riguarda le norme tecniche nell'ambito delle telecomunicazioni. Dalla sua nascita fino al 2019, l'ISO ha sviluppato 22 683 norme tecniche internazionali. Ha inoltre sviluppato altre tipologie di documenti chiamati specifiche tecniche (Technical Specifications - TS), rapporti tecnici (Technical Reports - TR), specifiche disponibili pubblicamente (Publicly Available Specifications - PAS), accordi di workshop internazionali (International Workshop Agreements - IWA) e guide.

## Storia
L'ISO fu fondata il 23 febbraio 1947, in seguito ad un incontro all'interno dell'Institute of Civil Engineers (ICE) a Londra, avvenuto nel 1946, al quale parteciparono delegati provenienti da 25 stati diversi. L'ISO sostituì così l'International Federation of the National Standardizing Association (ISA, attiva dal 1926 al 1942) e lo United Nations Standards Coordinating Committee (UNSCC, fondato nel 1944).
Nell'anno della sua fondazione, l'ISO contava 67 comitati tecnici e fu una delle prime organizzazioni chiamate alla consultazione dal Consiglio economico e sociale delle Nazioni Unite. Il primo ufficio dell'ISO era situato in una piccola casa di proprietà privata a Ginevra, in Svizzera.
Nel 1951 viene pubblicato il primo standard ISO, denominato "ISO/R 1:1951" - Standard reference temperature for industrial length measurements, dove la lettera "R" stava per "raccomandazione", ad indicarne la non obbligatorietà. Venne inoltre dato alle stampe l'ISO Journal, rivista mensile contenente informazioni sulle attività dell'ISO.
Nel 1960 viene pubblicato lo standard ISO 31 sulle unità di misura.
Nel 1987 viene pubblicato il primo standard sulla gestione della qualità (ISO 9000).
Nel 1991 fu formalizzata la cooperazione tra l'ISO e il Comitato europeo di normazione (CEN) attraverso l'Accordo di Vienna. che sostituì il precedente accordo del 1989 sullo scambio di informazioni tecniche tra le due organizzazioni (Accordo di Lisbona).
Nel 1996 viene poi pubblicato lo standard ISO 14001 sulla gestione ambientale.
Nel 2018 viene pubblicato lo standard ISO 45001 sulla sicurezza sul lavoro.

## Organizzazioni di normazione regionali riconosciute
L'ISO riconosce le seguenti organizzazioni di normazione regionali (cioè operanti in più di uno stato):
- ACCSQ – ASEAN Consultative Committee for Standards and Quality
- AIDMO – Arab Industrial Development and Mining Organization
- ARSO – African Regional Organization for Standardization
- CEN – Comitato europeo di normazione
- COPANT – Pan American Standards Commission
- EASC – Euro-Asian Council for Standardization, Metrology and Certification
- PASC – Pacific Area Standards Congress

## Membri
Membri a pieno titolo
     Membri corrispondenti
     Membri sottoscrittori

Mappa degli Stati del mondo che sono membri ISO:
Membri a pieno titolo
Membri corrispondenti
Membri sottoscrittori

Nella tabella seguente sono elencati i 173 membri dell'ISO (lista aggiornata al 2025), suddivisi in:
- 129 membri a pieno titolo (Member bodies);
- 40 membri corrispondenti (Correspondent members);
- 4 membri sottoscrittori (Subscriber members).

| Codice ISO 3166-1 alpha-2 | Codice ISO 3166-1 alpha-3 | Codice numerico nazionale | Nazione                          | Ente di normazione nazionale | Status ISO            |
| ------------------------- | ------------------------- | ------------------------- | -------------------------------- | --- | --------------------- |
| AF                        | AFG                       | 004                       | Afghanistan                      | Afghanistan National Standards Authority (ANSA)                                                                                         | Membro a pieno titolo |
| AL                        | ALB                       | 008                       | Albania                          | Drejtoria e Përgjithshme e Standardizimit (DPS)                                                                                         | Membro corrispondente |
| DZ                        | DZA                       | 012                       | Algeria                          | Institut Algérien de Normalisation (IANOR)                                                                                              | Membro a pieno titolo |
| AO                        | AGO                       | 024                       | Angola                           | Instituto Nacional das Infra-Estruturas de Qualidade (INIQ)                                                                             | Membro corrispondente |
| AG                        | ATG                       | 028                       | Antigua e Barbuda                | Antigua and Barbuda Bureau of Standards (ABBS)                                                                                          | Membro sottoscrittore |
| SA                        | SAU                       | 682                       | Arabia Saudita                   | Saudi Standards, Metrology and Quality Organization (SASO)                                                                              | Membro a pieno titolo |
| AR                        | ARG                       | 032                       | Argentina                        | Instituto Argentino de Normalización y Certificación (IRAM)                                                                             | Membro a pieno titolo |
| AM                        | ARM                       | 051                       | Armenia                          | National Body for Standards and Metrology (ARMSTANDARD)                                                                                 | Membro a pieno titolo |
| AU                        | AUS                       | 036                       | Australia                        | Standards Australia (SA) | Membro a pieno titolo |
| AT                        | AUT                       | 040                       | Austria                          | Austrian Standards International (ASI)                                                                                                  | Membro a pieno titolo |
| AZ                        | AZE                       | 031                       | Azerbaigian                      | Azerbaijan Standardization İnstitute (AZSTAND)                                                                                          | Membro a pieno titolo |
| BS                        | BHS                       | 044                       | Bahamas                          | Bahamas Bureau of Standards & Quality (BBSQ)                                                                                            | Membro a pieno titolo |
| BH                        | BHR                       | 048                       | Bahrein                          | Bahrain Testing and Metrology Directorate (BTMD)                                                                                        | Membro a pieno titolo |
| BD                        | BGD                       | 050                       | Bangladesh                       | Bangladesh Standards and Testing Institution (BSTI)                                                                                     | Membro a pieno titolo |
| BB                        | BRB                       | 052                       | Barbados                         | Barbados National Standards Institution (BNSI)                                                                                          | Membro a pieno titolo |
| BE                        | BEL                       | 056                       | Belgio                           | Bureau de Normalisation (NBN) | Membro a pieno titolo |
| BZ                        | BLZ                       | 084                       | Belize                           | Belize Bureau of Standards (BZBS) | Membro sottoscrittore |
| BJ                        | BEN                       | 204                       | Benin                            | Agence nationale de Normalisation, de Métrologie et du Contrôle Qualité (ANM)                                                           | Membro a pieno titolo |
| BT                        | BTN                       | 064                       | Bhutan                           | Bhutan Standards Bureau (BSB) | Membro corrispondente |
| BY                        | BLR                       | 112                       | Bielorussia                      | State Committee for Standardization of the Republic of Belarus (BELST)                                                                  | Membro a pieno titolo |
| BO                        | BOL                       | 068                       | Bolivia                          | Instituto Boliviano de Normalización y Calidad (IBNORCA)                                                                                | Membro a pieno titolo |
| BA                        | BIH                       | 070                       | Bosnia ed Erzegovina             | Institut za standardizaciju Bosne i Hercegovine (ISBIH)                                                                                 | Membro a pieno titolo |
| BW                        | BWA                       | 072                       | Botswana                         | Botswana Bureau of Standards (BOBS) | Membro a pieno titolo |
| BR                        | BRA                       | 076                       | Brasile                          | Associação Brasileira de Normas Técnicas (ABNT)                                                                                         | Membro a pieno titolo |
| BN                        | BRN                       | 096                       | Brunei                           | National Standards Centre (NSC) | Membro corrispondente |
| BG                        | BGR                       | 100                       | Bulgaria                         | Bulgarian Institute for Standardization (BDS)                                                                                           | Membro a pieno titolo |
| BF                        | BFA                       | 854                       | Burkina Faso                     | Agence Burkinabé de Normalisation, de Métrologie et de la Qualité (ABNORM)                                                              | Membro a pieno titolo |
| BI                        | BDI                       | 108                       | Burundi                          | Bureau Burundais de Normalisation et Contrôle de la Qualité (BBN)                                                                       | Membro a pieno titolo |
| KH                        | KHM                       | 116                       | Cambogia                         | Institute of Standards of Cambodia (ISC)                                                                                                | Membro corrispondente |
| CM                        | CMR                       | 120                       | Camerun                          | Agence des Normes et de la Qualité (ANOR)                                                                                               | Membro a pieno titolo |
| CA                        | CAN                       | 124                       | Canada                           | Standards Council of Canada (SCC) | Membro a pieno titolo |
| TD                        | TCD                       | 148                       | Ciad                             | Agence Tchadienne de Normalisation (ATNOR)                                                                                              | Membro corrispondente |
| CL                        | CHL                       | 152                       | Cile                             | Instituto Nacional de Normalización (INN)                                                                                               | Membro a pieno titolo |
| CN                        | CHN                       | 156                       | Cina                             | Standardization Administration of China (SAC)                                                                                           | Membro a pieno titolo |
| CY                        | CYP                       | 196                       | Cipro                            | Cyprus Organization for Standardization (CYS)                                                                                           | Membro a pieno titolo |
| CO                        | COL                       | 170                       | Colombia                         | Instituto Colombiano de Normas Técnicas y Certificación (ICONTEC)                                                                       | Membro a pieno titolo |
| KP                        | PRK                       | 408                       | Corea del Nord                   | Committee for Standardization of the Democratic People's Republic of Korea (CSK)                                                        | Membro a pieno titolo |
| KR                        | KOR                       | 410                       | Corea del Sud                    | Korean Agency for Technology and Standards (KATS)                                                                                       | Membro a pieno titolo |
| CI                        | CIV                       | 384                       | Costa d'Avorio                   | Côte d'Ivoire Normalisation (CODINORM)                                                                                                  | Membro a pieno titolo |
| CR                        | CRI                       | 188                       | Costa Rica                       | Instituto de Normas Técnicas de Costa Rica (INTECO)                                                                                     | Membro a pieno titolo |
| HR                        | HRV                       | 191                       | Croazia                          | Hrvatski zavod za norme (HZN) | Membro a pieno titolo |
| CU                        | CUB                       | 192                       | Cuba                             | Oficina Nacional de Normalización (NC)                                                                                                  | Membro a pieno titolo |
| DK                        | DNK                       | 208                       | Danimarca                        | Dansk Standard (DS) | Membro a pieno titolo |
| DM                        | DMA                       | 212                       | Dominica                         | Dominica Bureau of Standards (DBOS) | Membro corrispondente |
| EC                        | ECU                       | 218                       | Ecuador                          | Servicio Ecuatoriano de Normalización (INEN)                                                                                            | Membro a pieno titolo |
| EG                        | EGY                       | 818                       | Egitto                           | Egyptian Organization for Standardization and Quality (EOS)                                                                             | Membro a pieno titolo |
| SV                        | SLV                       | 222                       | El Salvador                      | Organismo Salvadoreño de Normalización (OSN)                                                                                            | Membro a pieno titolo |
| AE                        | ARE                       | 784                       | Emirati Arabi Uniti              | Ministry of Industry & Advanced Technology - Standards and Technical Regulations Sector (MoIAT-STR)                                     | Membro a pieno titolo |
| ER                        | ERI                       | 232                       | Eritrea                          | Eritrean Standards Institution (ESI) | Membro corrispondente |
| EE                        | EST                       | 233                       | Estonia                          | Eesti Standardikeskus (EVS) | Membro a pieno titolo |
| SZ                        | SWZ                       | 748                       | Eswatini                         | Eswatini Standards Authority (SWASA) | Membro corrispondente |
| ET                        | ETH                       | 231                       | Etiopia                          | Ethiopian Standards Agency (ESA) | Membro a pieno titolo |
| FJ                        | FJI                       | 242                       | Figi                             | Department of National Trade Measurement and Standards (DNTMS)                                                                          | Membro a pieno titolo |
| PH                        | PHL                       | 608                       | Filippine                        | Bureau of Philippine Standards (BPS) | Membro a pieno titolo |
| FI                        | FIN                       | 246                       | Finlandia                        | Suomen Standardit (SFS) | Membro a pieno titolo |
| FR                        | FRA                       | 250                       | Francia                          | Association française de normalisation (AFNOR)                                                                                          | Membro a pieno titolo |
| GA                        | GAB                       | 266                       | Gabon                            | Agence Gabonaise de Normalisation (AGANOR)                                                                                              | Membro a pieno titolo |
| GM                        | GMB                       | 270                       | Gambia                           | The Gambia Standards Bureau (TGSB) | Membro corrispondente |
| GE                        | GEO                       | 268                       | Georgia                          | Georgian National Agency for Standards and Metrology (GEOSTM)                                                                           | Membro corrispondente |
| DE                        | DEU                       | 276                       | Germania                         | Deutsches Institut für Normung (DIN) | Membro a pieno titolo |
| GH                        | GHA                       | 288                       | Ghana                            | Ghana Standards Authority (GSA) | Membro a pieno titolo |
| JM                        | JAM                       | 388                       | Giamaica                         | Bureau of Standards Jamaica (BSJ) | Membro a pieno titolo |
| JP                        | JPN                       | 392                       | Giappone                         | Japanese Industrial Standards Committee (JISC)                                                                                          | Membro a pieno titolo |
| DJ                        | DJI                       | 262                       | Gibuti                           | Agence Djiboutienne de Normalisation et de la qualité (ADN)                                                                             | Membro corrispondente |
| JO                        | JOR                       | 400                       | Giordania                        | Jordan Standards and Metrology Organization (JSMO)                                                                                      | Membro a pieno titolo |
| GR                        | GRC                       | 300                       | Grecia                           | National Quality Infrastructure System - Autonomous Operational Unit for Standardization (NQIS ELOT)                                    | Membro a pieno titolo |
| GD                        | GRD                       | 308                       | Grenada                          | Grenada Bureau of Standards (GDBS) | Membro sottoscrittore |
| GT                        | GTM                       | 320                       | Guatemala                        | Comisión Guatemalteca de Normas (COGUANOR)                                                                                              | Membro a pieno titolo |
| GY                        | GUY                       | 328                       | Guyana                           | Guyana National Bureau of Standards (GNBS)                                                                                              | Membro corrispondente |
| HT                        | HTI                       | 332                       | Haiti                            | Bureau Haïtien de Normalisation (BHN)                                                                                                   | Membro a pieno titolo |
| HN                        | HND                       | 340                       | Honduras                         | Honduran Standards Organization (OHN)                                                                                                   | Membro corrispondente |
| HK                        | HKG                       | 344                       | Hong Kong                        | Innovation and Technology Commission (ITCHKSAR)                                                                                         | Membro corrispondente |
| IS                        | ISL                       | 352                       | Islanda                          | Íslenskir staðlar (IST) | Membro a pieno titolo |
| IN                        | IND                       | 356                       | India                            | Bureau of Indian Standards (BIS) | Membro a pieno titolo |
| ID                        | IDN                       | 360                       | Indonesia                        | Badan Standardisasi Nasional (BSN) | Membro a pieno titolo |
| IR                        | IRN                       | 364                       | Iran                             | Iran National Standards Organization (INSO)                                                                                             | Membro a pieno titolo |
| IQ                        | IRQ                       | 368                       | Iraq                             | Central Organization for Standardization and Quality Control (COSQC)                                                                    | Membro a pieno titolo |
| IL                        | ISR                       | 376                       | Israele                          | Standards Institution of Israel (SII)                                                                                                   | Membro a pieno titolo |
| IT                        | ITA                       | 380                       | Italia                           | Ente italiano di normazione (UNI) | Membro a pieno titolo |
| KZ                        | KAZ                       | 398                       | Kazakistan                       | Technical Regulation and Metrology Committee of the Ministry of Trade and Integration (CTRM)                                            | Membro a pieno titolo |
| KE                        | KEN                       | 404                       | Kenya                            | Kenya Bureau of Standards (KEBS) | Membro a pieno titolo |
| KW                        | KWT                       | 414                       | Kuwait                           | Public Authority for Industry (KOWSMD)                                                                                                  | Membro a pieno titolo |
| KG                        | KGZ                       | 417                       | Kirghizistan                     | Center for Standardization and Metrology (KYRGYZST)                                                                                     | Membro corrispondente |
| LA                        | LAO                       | 418                       | Laos                             | Department of Standardization and Metrology (DOSM)                                                                                      | Membro corrispondente |
| LS                        | LSO                       | 426                       | Lesotho                          | Lesotho Standards Institution (LSI) | Membro corrispondente |
| LV                        | LVA                       | 428                       | Lettonia                         | Latvijas standarts (LVS) | Membro a pieno titolo |
| LB                        | LBN                       | 422                       | Libano                           | Lebanese Standards Institution (LIBNOR)                                                                                                 | Membro a pieno titolo |
| LY                        | LBY                       | 434                       | Libia                            | Libyan National Centre for Standardization and Metrology (LNCSM)                                                                        | Membro a pieno titolo |
| LT                        | LTU                       | 440                       | Lituania                         | Lietuvos standartizacijos departamentas (LST)                                                                                           | Membro a pieno titolo |
| LU                        | LUX                       | 442                       | Lussemburgo                      | Institut luxembourgeois de la normalisation, de l'accréditation, de la sécurité et qualité des produits et services (ILNAS)             | Membro a pieno titolo |
| MO                        | MAC                       | 446                       | Macao                            | Centro de Produtividade e Transferência de Tecnologia de Macau (CPTTM)                                                                  | Membro corrispondente |
| MK                        | MKD                       | 807                       | Macedonia del Nord               | Standardization Institute of the Republic of North Macedonia (ISRSM)                                                                    | Membro a pieno titolo |
| MG                        | MDG                       | 450                       | Madagascar                       | Bureau de Normes de Madagascar (BNM) | Membro corrispondente |
| MW                        | MWI                       | 454                       | Malawi                           | Malawi Bureau of Standards (MBS) | Membro a pieno titolo |
| MY                        | MYS                       | 458                       | Malaysia                         | Department of Standards Malaysia (DSM)                                                                                                  | Membro a pieno titolo |
| ML                        | MLI                       | 466                       | Mali                             | Agence Malienne de Normalisation et de Promotion de la Qualité (AMANORM)                                                                | Membro a pieno titolo |
| MT                        | MLT                       | 470                       | Malta                            | Malta Competition and Consumer Affairs Authority (MCCAA)                                                                                | Membro a pieno titolo |
| MA                        | MAR                       | 504                       | Marocco                          | Institut Marocain de Normalisation (IMANOR)                                                                                             | Membro a pieno titolo |
| MR                        | MRT                       | 478                       | Mauritania                       | Direction de la Normalisation et de la Promotion de la Qualité (DNPQ)                                                                   | Membro corrispondente |
| MU                        | MUS                       | 480                       | Mauritius                        | Mauritius Standards Bureau (MSB) | Membro a pieno titolo |
| MX                        | MEX                       | 484                       | Messico                          | Dirección General de Normas (DGN) | Membro a pieno titolo |
| MD                        | MDA                       | 498                       | Moldavia                         | Institutul de Standardizare din Moldova (ISM)                                                                                           | Membro corrispondente |
| MN                        | MNG                       | 496                       | Mongolia                         | Mongolian Agency for Standardization and Metrology (MASM)                                                                               | Membro a pieno titolo |
| ME                        | MNE                       | 499                       | Montenegro                       | Institut za standardizaciju Crne Gore (ISME)                                                                                            | Membro a pieno titolo |
| MZ                        | MOZ                       | 508                       | Mozambico                        | Instituto Nacional de Normalização e Qualidade (INNOQ)                                                                                  | Membro corrispondente |
| MM                        | MMR                       | 104                       | Myanmar                          | Department of Research and Innovation (DRI)                                                                                             | Membro corrispondente |
| NA                        | NAM                       | 516                       | Namibia                          | Namibian Standards Institution (NSI) | Membro a pieno titolo |
| NP                        | NPL                       | 524                       | Nepal                            | Nepal Bureau of Standards and Metrology (NBSM)                                                                                          | Membro a pieno titolo |
| NI                        | NIC                       | 558                       | Nicaragua                        | Comisión Nacional de Normalización Técnica y Calidad (CNNC)                                                                             | Membro corrispondente |
| NE                        | NER                       | 562                       | Niger                            | Agence Nigérienne de Normalisation, de Métrologie et de Certification (ANMC)                                                            | Membro corrispondente |
| NG                        | NGA                       | 566                       | Nigeria                          | Standards Organisation of Nigeria (SON)                                                                                                 | Membro a pieno titolo |
| NO                        | NOR                       | 578                       | Norvegia                         | Standard Norge (SN) | Membro a pieno titolo |
| NZ                        | NZL                       | 554                       | Nuova Zelanda                    | New Zealand Standards Organisation (NZSO)                                                                                               | Membro a pieno titolo |
| OM                        | OMN                       | 512                       | Oman                             | Directorate General for Standards and Metrology (DGSM)                                                                                  | Membro a pieno titolo |
| NL                        | NLD                       | 528                       | Paesi Bassi                      | Stichting Koninklijk Nederlands Normalisatie Instituut (NEN)                                                                            | Membro a pieno titolo |
| PK                        | PAK                       | 586                       | Pakistan                         | Pakistan Standards and Quality Control Authority (PSQCA)                                                                                | Membro a pieno titolo |
| PS                        | PSE                       | 275                       | Palestina                        | Palestine Standards Institution (PSI)                                                                                                   | Membro corrispondente |
| PA                        | PAN                       | 591                       | Panama                           | Dirección General de Normas y Tecnología (DGNTI)                                                                                        | Membro a pieno titolo |
| PG                        | PNG                       | 598                       | Papua Nuova Guinea               | National Institute of Standards and Industrial Technology (NISIT)                                                                       | Membro corrispondente |
| PY                        | PRY                       | 600                       | Paraguay                         | Instituto Nacional de Tecnología, Normalización y Metrología (INTN)                                                                     | Membro corrispondente |
| PE                        | PER                       | 604                       | Perù                             | Instituto Nacional de Calidad (INACAL)                                                                                                  | Membro a pieno titolo |
| PL                        | POL                       | 616                       | Polonia                          | Polski Komitet Normalizacyjny (PKN) | Membro a pieno titolo |
| PT                        | PRT                       | 620                       | Portogallo                       | Instituto Português da Qualidade (IPQ)                                                                                                  | Membro a pieno titolo |
| MC                        | MCO                       | 492                       | Principato di Monaco             | Association Monégasque de Normalisation (AMNOR)                                                                                         | Membro a pieno titolo |
| QA                        | QAT                       | 634                       | Qatar                            | Qatar General Organization for Standardization (QS)                                                                                     | Membro a pieno titolo |
| GB                        | GBR                       | 826                       | Regno Unito                      | British Standards Institution (BSI) | Membro a pieno titolo |
| CZ                        | CZE                       | 203                       | Repubblica Ceca                  | Úřad pro technickou normalizaci, metrologii a státní zkušebnictví (UNMZ)                                                                | Membro a pieno titolo |
| CD(ZR)                    | COD                       | 180                       | Repubblica Democratica del Congo | Office Congolais de Contrôle (OCC) | Membro a pieno titolo |
| DO                        | DOM                       | 214                       | Repubblica Dominicana            | Instituto Dominicano para la Calidad (INDOCAL)                                                                                          | Membro a pieno titolo |
| IE                        | IRL                       | 372                       | Repubblica d'Irlanda             | National Standards Authority of Ireland (NSAI)                                                                                          | Membro a pieno titolo |
| RO                        | ROU                       | 642                       | Romania                          | Asociatia de Standardizare din România (ASRO)                                                                                           | Membro a pieno titolo |
| RW                        | RWA                       | 646                       | Ruanda                           | Rwanda Standards Board (RSB) | Membro a pieno titolo |
| RU                        | RUS                       | 643                       | Russia                           | Federal Agency on Technical Regulating and Metrology (GOST R)                                                                           | Membro a pieno titolo |
| KN                        | KNA                       | 659                       | Saint Kitts e Nevis              | Saint Kitts and Nevis Bureau of Standards (SKNBS)                                                                                       | Membro a pieno titolo |
| LC                        | LCA                       | 662                       | Saint Lucia                      | Saint Lucia Bureau of Standards (SLBS)                                                                                                  | Membro a pieno titolo |
| VC                        | VCT                       | 670                       | Saint Vincent e Grenadine        | Saint Vincent and the Grenadines Bureau of Standards (SVGBS)                                                                            | Membro corrispondente |
| ST                        | STP                       | 678                       | São Tomé e Príncipe              | Service National de la Propriété Intellectuelle et de la Qualité (SENAPIQ STP)                                                          | Membro sottoscrittore |
| SN                        | SEN                       | 686                       | Senegal                          | Association Sénégalaise de Normalisation (ASN)                                                                                          | Membro a pieno titolo |
| RS                        | SRB                       | 891                       | Serbia                           | Institut za standardizaciju Srbije (ISS)                                                                                                | Membro a pieno titolo |
| SC                        | SYC                       | 690                       | Seychelles                       | Seychelles Bureau of Standards (SBS) | Membro corrispondente |
| SL                        | SLE                       | 694                       | Sierra Leone                     | Sierra Leone Standards Bureau (SLSB) | Membro corrispondente |
| SG                        | SGP                       | 702                       | Singapore                        | Singapore Standards Council (SSC) | Membro a pieno titolo |
| SY                        | SYR                       | 760                       | Siria                            | Syrian Arab Organization for Standardization and Metrology (SASMO)                                                                      | Membro a pieno titolo |
| SK                        | SVK                       | 703                       | Slovacchia                       | Úrad pre normalizáciu, metrológiu a skúšobníctvo Slovenskej republiky (UNMS SR)                                                         | Membro a pieno titolo |
| SI                        | SVN                       | 705                       | Slovenia                         | Slovenski inštitut za standardizacijo (SIST)                                                                                            | Membro a pieno titolo |
| SO                        | SOM                       | 706                       | Somalia                          | Somali Bureau of Standards (SoBS) | Membro corrispondente |
| ES                        | ESP                       | 724                       | Spagna                           | Asociación Española de Normalización (UNE)                                                                                              | Membro a pieno titolo |
| LK                        | LKA                       | 144                       | Sri Lanka                        | Sri Lanka Standards Institution (SLSI)                                                                                                  | Membro a pieno titolo |
| US                        | USA                       | 840                       | Stati Uniti d'America            | American National Standards Institute (ANSI)                                                                                            | Membro a pieno titolo |
| ZA                        | ZAF                       | 710                       | Sudafrica                        | South African Bureau of Standards (SABS)                                                                                                | Membro a pieno titolo |
| SD                        | SDN                       | 729                       | Sudan                            | Sudanese Standards and Metrology Organization (SSMO)                                                                                    | Membro a pieno titolo |
| SS                        | SSD                       | 728                       | Sudan del Sud                    | South Sudan National Bureau of Standards (SSNBS)                                                                                        | Membro corrispondente |
| SR                        | SUR                       | 740                       | Suriname                         | Suriname Standards Bureau (SSB) | Membro corrispondente |
| SE                        | SWE                       | 752                       | Svezia                           | Svenska institutet för standarder (SIS)                                                                                                 | Membro a pieno titolo |
| CH                        | CHE                       | 756                       | Svizzera                         | Swiss Association for Standardization (SNV)                                                                                             | Membro a pieno titolo |
| TZ                        | TZA                       | 834                       | Tanzania                         | Tanzania Bureau of Standards (TBS) | Membro a pieno titolo |
| TJ                        | TJK                       | 762                       | Tagikistan                       | Agency of Standardization, Metrology, Certification and Trade Inspection under the Government of Republic of Tajikistan (TAJIKSTANDARD) | Membro corrispondente |
| TH                        | THA                       | 764                       | Thailandia                       | Thai Industrial Standards Institute (TISI)                                                                                              | Membro a pieno titolo |
| TG                        | TGO                       | 768                       | Togo                             | Agence Togolaise de Normalisation (ATN)                                                                                                 | Membro corrispondente |
| TT                        | TTO                       | 780                       | Trinidad e Tobago                | Trinidad and Tobago Bureau of Standards (TTBS)                                                                                          | Membro a pieno titolo |
| TN                        | TUN                       | 788                       | Tunisia                          | Institut National de la Normalisation et de la Propriété Industrielle (INNORPI)                                                         | Membro a pieno titolo |
| TR                        | TUR                       | 792                       | Turchia                          | Türk Standardlari Enstitüsü (TSE) | Membro a pieno titolo |
| TM                        | TKM                       | 795                       | Turkmenistan                     | The Major State Service "Turkmenstandartlary" (MSST)                                                                                    | Membro corrispondente |
| UA                        | UKR                       | 804                       | Ucraina                          | Ukrainian scientific-research and training center of issues of standardization, certification and quality (SE UkrNDNC)                  | Membro a pieno titolo |
| UG                        | UGA                       | 800                       | Uganda                           | Uganda National Bureau of Standards (UNBS)                                                                                              | Membro a pieno titolo |
| HU                        | HUN                       | 348                       | Ungheria                         | Magyar Szabványügyi Testület (MSZT) | Membro a pieno titolo |
| UY                        | URY                       | 858                       | Uruguay                          | Instituto Uruguayo de Normas Técnicas (UNIT)                                                                                            | Membro a pieno titolo |
| UZ                        | UZB                       | 860                       | Uzbekistan                       | Agency for Standardization, Metrology and Certification of Uzbekistan (UZSTANDARD)                                                      | Membro a pieno titolo |
| VU                        | VUT                       | 548                       | Vanuatu                          | Vanuatu Bureau of Standards (VBS) | Membro corrispondente |
| VN                        | VNM                       | 704                       | Vietnam                          | Commission for the Standards, Metrology and Quality of Viet Nam (STAMEQ)                                                                | Membro a pieno titolo |
| YE                        | YEM                       | 887                       | Yemen                            | Yemen Standardization, Metrology and Quality Control Organization (YSMO)                                                                | Membro corrispondente |
| ZM                        | ZMB                       | 894                       | Zambia                           | Zambia Bureau of Standards (ZABS) | Membro a pieno titolo |
| ZW                        | ZWE                       | 816                       | Zimbabwe                         | Standards Association of Zimbabwe (SAZ)                                                                                                 | Membro a pieno titolo |

## Nomenclatura dei documenti
Le norme ISO sono numerate e hanno un formato del tipo "ISO nnnn:yyyy - titolo", dove:
- nnnn è il numero della norma
- yyyy l'anno di pubblicazione o revisione
- titolo è una breve descrizione della norma.

Ad esempio la norma ISO 9001:2015 - Quality management systems -- Requirements corrisponde alla norma numero 9001 aggiornata nel 2015 (ma la cui pubblicazione è del 1987), che tratta dei requisiti (in inglese "Requirements") dei sistemi di gestione per la qualità. La descrizione della norma può cambiare durante le revisioni. Ad esempio, nella sua prima pubblicazione, la ISO 9001 era denominata ISO 9001:1987 - Quality systems -- Model for quality assurance in design/development, production, installation and servicing.
Quando una norma ISO viene recepita a livello nazionale, nel nome compaiono anche le sigle delle organizzazioni che la recepiscono e il testo e la descrizione della norma vengono eventualmente tradotte nella lingua dell'organizzazione che recepisce la norma. Ad esempio la norma ISO 9001 è denominata nel Regno Unito "BS EN ISO 9001", dove "BS" indica le norme della British Standards Institution (BSI) mentre "EN" indica le norme del Comitato europeo di normazione (CEN). In questi casi, l'ordine in cui compaiono le sigle indica l'ordine (indicato in senso inverso) con il quale le norme sono state recepite. Nell'esempio precedente, la norma è stata prima redatta dall'ISO, poi recepita dal Comitato europeo di normazione e infine dalla British Standard Institute, per cui prima compare la sigla "BS", poi "EN" e infine "ISO".
Inoltre quando una norma viene redatta congiuntamente dall'ISO e dall'IEC, nel suo titolo compaiono entrambe le sigle. Un esempio è la norma ISO/IEC 17025:2017 - General requirements for the competence of testing and calibration laboratories.
Le bozze delle norme che non sono ancora state approvate sono indicate dalla sigla "ISO/DIS" (Draft International Standard).
Gli altri documenti ISO sono invece indicati come segue:
- specifiche tecniche: ISO/TS
- report tecnici: ISO/TR
- specifiche disponibili pubblicamente: ISO/PAS.